# Parque Estadual de Ibicatu
O Parque Estadual de Ibicatu é uma unidade de conservação situada no município brasileiro de Centenário do Sul, no estado do Paraná. A unidade de conservação, com área de 302,74 hectares, foi criada pelo Decreto Estadual nº 4835 de 15 de fevereiro de 1982.

## Ligações Externas
- Página Oficial do Instituto Ambiental do Paraná